# Bouble
Die Bouble ist ein Fluss in Frankreich, der in der Region Auvergne-Rhône-Alpes verläuft. Sie entspringt im Gemeindegebiet von Gouttières, entwässert generell in nordöstlicher Richtung und mündet nach rund 65 Kilometern bei Saint-Pourçain-sur-Sioule als linker Nebenfluss in einen Seitenarm der Sioule.
Auf ihrem Weg durchquert die Bouble die Départements Puy-de-Dôme und Allier.

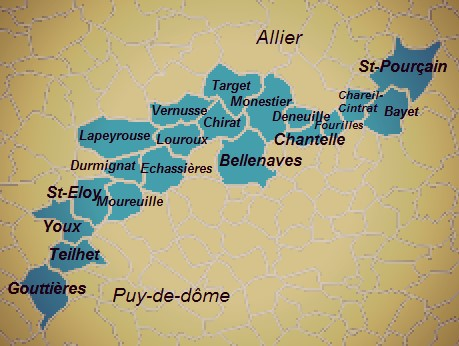

## Orte am Fluss
- Youx
- Saint-Éloy-les-Mines
- Louroux-de-Bouble
- Chantelle
- Chareil-Cintrat